# ابو حردوب، دیر الزور
ابو حردوب (به عربی: أبو حردوب) یک منطقهٔ مسکونی در سوریه است که در استان دیر الزور واقع شده‌است. ابو حردوب ۸٬۶۵۷ نفر جمعیت دارد.